# Julie, Claire, Cécile
Julie, Claire, Cécile, parfois intitulé Julie, Claire, Cécile… et les autres, est une série de bande dessinée humoristique belge créée par le dessinateur Sidney et le scénariste Bom. 
Elle est pré-publiée de 1982 à 1988 dans Le Journal Tintin, puis dans le magazine Hello Bédé à partir de 1989.
24 albums sont publiés chez Le Lombard de 1986 à 2013.

## Description

### Synopsis
La série raconte les aventures et mésaventures de trois jeunes filles d'abord lycéennes vivant chez leurs parents puis universitaires vivant en cohabitation. Leurs histoires tournent principalement autour de leurs relations houleuses avec la gent masculine, leurs études, les problèmes de la vie en cohabitation et leur engagement social.

### Personnages
- Julie : cheveux aux épaules et noirs, toujours détachés. Plutôt sage et réservée, ne dédaigne pas les coups de folie. Amoureuse de la nature, grande fleur bleue.
- Claire : la blonde, cheveux courts. Frivole, gaffeuse et un peu cruche. Elle aime beaucoup "collectionner les beaux mecs".
- Cécile : cheveux bruns, queue de cheval. La plus extravertie et la plus féministe. Elle aime faire entendre sa voix, surtout face aux hommes.
- Les deux vieilles dames : Deux dames âgées dont on ne connait pas le nom, se retrouvant la plupart du temps sur leur banc du parc. Héroïnes dans certains gags, elles passent leur temps à critiquer leur entourage et le monde contemporain, en particulier les jeunes.

- Ernest Lafutaie : le professeur de géographie de nos trois héroïnes très apprécié de ses élèves, jeune marié jovial, extraverti et maladroit. Il s'agit d'un autoportrait du dessinateur Sidney.
- Le professeur de math : on ne connaît pas son nom, aux antipodes de Lafutaie, il est détesté de tous et son cours est vu comme soporifique.
- Les « mecs » jouent un rôle non négligeable dans la série, bien qu'il n'y ait aucun personnage vraiment récurrent excepté Alex le petit ami de Claire.
- Le père de Cécile : On ne le voit jamais, mais sa fille l'appelle régulièrement pour un conseil (ou un besoin d'argent). Il la prend peu au sérieux, ce qui donne lieu à des fins de conversations parfois houleuses.
- Humus : Apparait pour la première fois dans "Odyssée dingue". Écologiste végétarien, adepte de la communion avec la nature, protecteur des animaux et opposé à la modernité, les trois jeunes filles l'apprécient bien malgré tout.

## Publications

### Albums
1. Moi, tu sais, les mecs !…
2. Hé ! T'as vu celui-là !
3. Moi, et moi, émois !
4. On s'éclate !
5. C'est la jungle !
6. C'est quand les vacances ?
7. La Disparue !
8. À plein cœur !
9. La Poudre cachée
10. Ça passe ou ça casse !
11. Odyssée dingue
12. S.O.S. filles !
13. Ils n'ont encore rien vu ![1]
14. Ces filles sont folles !
15. Opération Showbiz[2]
16. À la vie, à l'amour !
17. Dis-moi que tu m'aimes !
18. Ça va, les filles ?
19. Trop, c'est too much !
20. Mecs plus ultra
21. Les Amis de mes amies
22. Ainsi sont-elles !
23. Ton mec à moi !
24. Cinq ans après